# Widmo macierzy
Widmo macierzy (spektrum macierzy) – zbiór wszystkich wartości własnych danej macierzy kwadratowej {\displaystyle A\in K_{n}^{n}.} Zbiór ten oznaczany jest symbolem {\displaystyle \sigma (A).}
Widmo macierzy jest szczególnym przypadkiem widma operatora przestrzeni skończenie wymiarowej.

## Definicja
Niech {\displaystyle K} będzie ciałem oraz {\displaystyle A\in K_{n}^{n}.} Zbiór
{\displaystyle \{\lambda \in K\colon \det(A-\lambda I)=0\}}
nazywamy widmem (spektrum) macierzy {\displaystyle A} i oznaczamy {\displaystyle \sigma (A).}
W powyższej definicji {\displaystyle I} oznacza macierzą jednostkową stopnia {\displaystyle n.}
Promieniem spektralnym macierzy {\displaystyle A\in K_{n}^{n}} nazywamy liczbę
{\displaystyle \rho (A)=\max\{|\lambda |\colon \;\lambda \in \sigma (A)\}=\max _{1\leqslant i\leqslant s}|\lambda _{i}|,}
gdzie {\displaystyle \lambda _{1},\dots ,\lambda _{s}} są wartościami własnymi macierzy {\displaystyle A.}